# Liste von Burgen, Schlössern und Festungen im Département Indre
Die Liste von Burgen, Schlössern und Festungen im Département Indre listet bestehende und abgegangene Anlagen im Département Indre auf. Das Département zählt zur Region Centre-Val de Loire in Frankreich.

Wappen des Départements Indre (36)
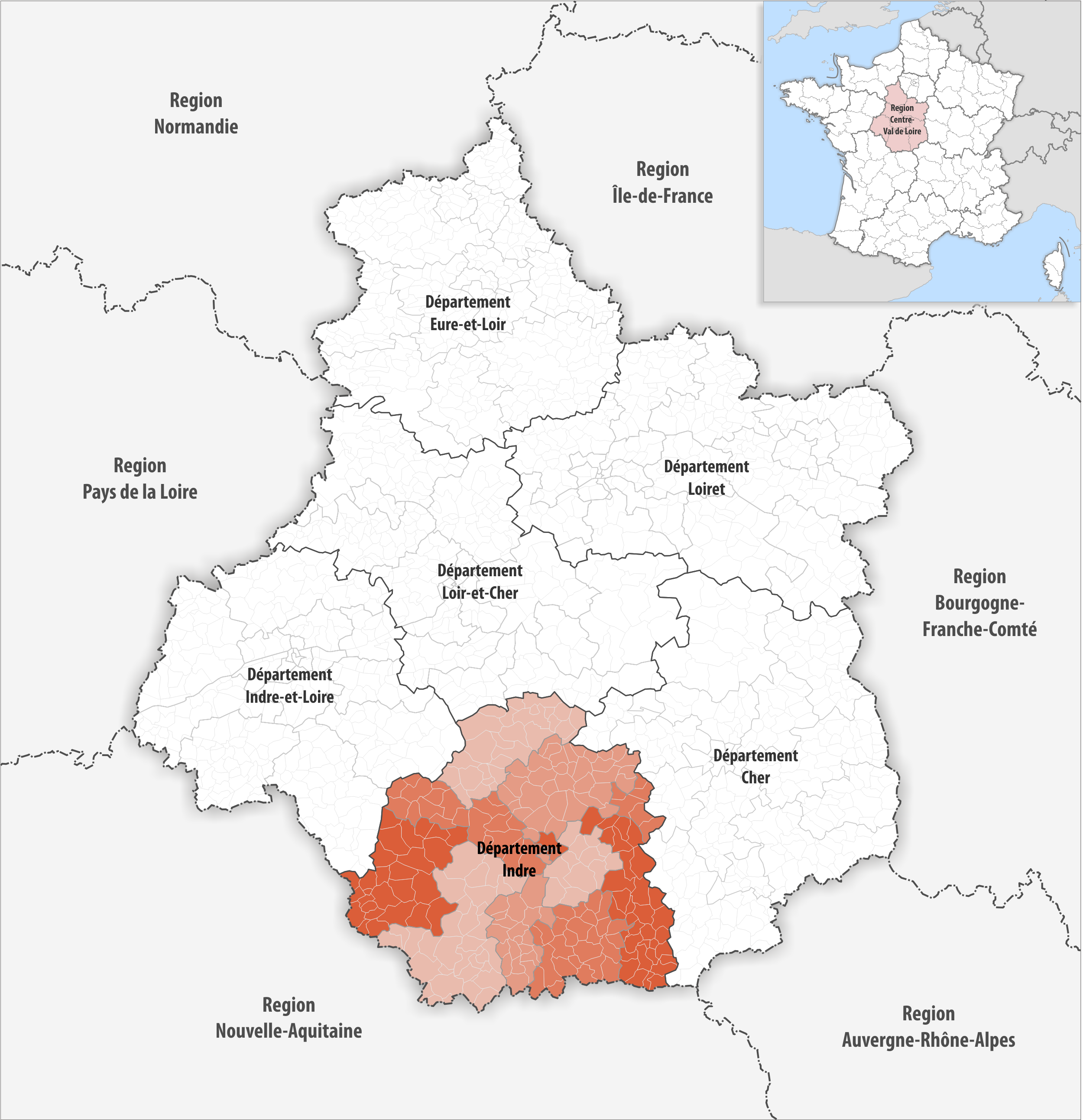
Lage des Départements Indre in der Region Centre-Val de Loire
Lage der Region Centre-Val de Loire in Frankreich

## Liste
Bestand am 5. November 2022: 51
| Name deu / fra                                                                    | Gemeinde / Lage                                     | Typ (Untertyp)       | Bemerkungen                | Bild |
| --------------------------------------------------------------------------------- | --------------------------------------------------- | -------------------- | -------------------------- | ---- |
| Schloss Argy Château d'Argy                                                       | Argy 46,938887° N, 1,436098° O                      | Schloss              |                            |      |
| Schloss Ars Château d'Ars                                                         | Lourouer-Saint-Laurent 46,60228° N, 2,004327° O     | Schloss              |                            |      |
| Schloss Azay-le-Ferron Château d'Azay-le-Ferron                                   | Azay-le-Ferron 46,851° N, 1,07° O                   | Schloss              |                            |      |
| Schloss Barreneuve Château de Barreneuve                                          | Rivarennes 46,634217° N, 1,394304° O                | Schloss              |                            |      |
| Schloss Bellechasse Château de Bellechasse                                        | Saint-Pierre-de-Jards 47,110332° N, 1,994869° O     | Schloss              |                            |      |
| Schloss Le Boisrenault Château du Boisrenault                                     | Buzançais 46,900571° N, 1,458542° O                 | Schloss              |                            |      |
| Burg Le Bouchet Château du Bouchet                                                | Rosnay                                              | Burg                 |                            |      |
| Schloss Bouges Château de Bouges                                                  | Bouges-le-Château                                   | Schloss              |                            |      |
| Schloss Briantes Château de Briantes                                              | Briantes                                            | Schloss              |                            |      |
| Burg Brosse Château de Brosse                                                     | Chaillac                                            | Burg                 | Ruine                      |      |
| Burg Chabenet Château de Chabenet                                                 | Le Pont-Chrétien-Chabenet 46,624894° N, 1,498588° O | Burg                 |                            |      |
| Schloss Chaillou Château de Chaillou                                              | Châtillon-sur-Indre                                 | Schloss              |                            |      |
| Burg Château-Guillaume Château-Guillaume                                          | Lignac                                              | Burg                 |                            |      |
| Burg Châteaubrun Château de Châteaubrun                                           | Cuzion                                              | Burg                 | Ruine                      |      |
| Burg Le Châtelier Château du Châtelier                                            | Paulmy                                              | Burg                 |                            |      |
| Schloss Les Chézeaux Chateau des Chézeaux                                         | Rivarennes                                          | Schloss              |                            |      |
| Schloss Clavières Château de Clavières                                            | Ardentes                                            | Schloss              |                            |      |
| Burg Cluis-Dessous Château de Cluis-Dessous                                       | Cluis 46,549268° N, 1,755682° O                     | Burg                 | Ruine                      |      |
| Herrenhaus Cluis-Dessus Manoir de Cluis-Dessus                                    | Cluis 46,543928° N, 1,750081° O                     | Schloss (Herrenhaus) | Heute das Rathaus (Mairie) |      |
| Pavillon Les Ducs Pavillon dit des Ducs                                           | Buzançais                                           | Schloss              |                            |      |
| Schloss La Ferté Château de la Ferté                                              | Reuilly                                             | Schloss              |                            |      |
| Burg Forges Château de Forges                                                     | Concremiers                                         | Burg                 |                            |      |
| Schloss Frapesle Château de Frapesle                                              | Issoudun                                            | Schloss              |                            |      |
| Haus George Sand Maison de George Sand (Château de Nohant)                        | Nohant-Vic                                          | Schloss              |                            |      |
| Burg Ingrandes Château d'Ingrandes                                                | Ingrandes                                           | Burg                 |                            |      |
| Schloss L’Isle-Savary Château de l'Isle-Savary                                    | Clion                                               | Schloss              |                            |      |
| Burg Issoudun Château d'Issoudun                                                  | Issoudun                                            | Burg                 | Ruine                      |      |
| Burg Levroux Château de Levroux                                                   | Levroux                                             | Burg                 | Ruine                      |      |
| Stadttor Levroux Porte de Champagne                                               | Levroux                                             | Burg (Stadttor)      |                            |      |
| Schloss Lys-Saint-Georges Château de Lys-Saint-Georges                            | Lys-Saint-Georges                                   | Schloss              |                            |      |
| Schloss Le Magnet Château du Magnet                                               | Mers-sur-Indre                                      | Schloss              |                            |      |
| Schloss Le Mée Château du Mée                                                     | Pellevoisin                                         | Schloss              | Im Weiler Le Mée           |      |
| Burg Le Mont Château du Mont                                                      | Sazeray                                             | Burg                 |                            |      |
| Schloss Montlevicq Château de Montlevicq                                          | Montlevicq                                          | Schloss              |                            |      |
| Schloss Montveillé Château de Montveillé                                          | Briantes                                            | Schloss              |                            |      |
| Schloss La Motte-Feuilly Château de la Motte-Feuilly (Schloss Charlotte d’Albret) | La Motte-Feuilly 46,543801° N, 2,086184° O          | Schloss              |                            |      |
| Schloss Palluau Château de Palluau                                                | Palluau-sur-Indre                                   | Schloss              |                            |      |
| Burg Pleinpinard Château de Pleinpinard                                           | Rivarennes                                          | Burg                 | Ruine                      |      |
| Burg La Prune-au-Pot Château de la Prune-au-Pot                                   | Ceaulmont                                           | Burg                 | Ruine                      |      |
| Schloss Puy d’Auzon Château de Puy d'Auzon                                        | Cluis                                               | Schloss              |                            |      |
| Schloss Puybarbeau Château de Puybarbeau                                          | Lignerolles                                         | Schloss              |                            |      |
| Schloss Raoul Château Raoul                                                       | Châteauroux                                         | Schloss              |                            |      |
| Schloss La Romagère Château de la Romagère                                        | Rivarennes                                          | Schloss              |                            |      |
| Schloss Romefort Château de Romefort                                              | Ciron                                               | Schloss              |                            |      |
| Schloss Terrières Château de Terrières                                            | Rivarennes                                          | Schloss              |                            |      |
| Schloss Saint-Chartier Château de Saint-Chartier                                  | Saint-Chartier                                      | Schloss              |                            |      |
| Burg Sarzay Château de Sarzay                                                     | Sarzay                                              | Burg                 |                            |      |
| Schloss La Tour Château de la Tour                                                | Rivarennes                                          | Schloss              |                            |      |
| Schloss Valençay Château de Valençay                                              | Valençay                                            | Schloss              |                            |      |
| Schloss Villegongis Château de Villegongis                                        | Villegongis                                         | Schloss              |                            |      |
| Schloss Villeneuve Château de Villeneuve                                          | Rivarennes                                          | Schloss              |                            |      |